# Jenna Simula
Jenna Simula (née le 13 septembre 1989 à Oulu) est une femme politique et députée représentante du parti des Vrais Finlandais.

## Biographie
Aux élections législatives finlandaises de 2019 Jenna Simula est élue députée de  la Circonscription d'Uusimaa.